# Johann Georg Birnstiel
Johann Georg Birnstiel (* 28. März 1858 in Wattwil; † 31. Oktober 1927 in Romanshorn) war ein Schweizer evangelisch-reformierter Pfarrer und Schriftsteller.

## Leben
Johann Georg Birnstiel stammte aus Wattwil im Toggenburg, besuchte die Kantonsschule in St. Gallen und studierte Evangelische Theologie an der Universität Basel. 
1881 wurde er Pfarrer in Schönengrund, 1888 wechselte er nach Arbon am Bodensee. Als 39-Jähriger zog er nach Basel, um dort eine neue Kirchgemeinde aufzubauen. Nach einem Schlaganfall 1913 musste er das Pfarramt aufgeben und widmete sich fortan dem Schreiben. 1920 zog er nach Romanshorn. 
Neben autobiografischen Texten schrieb Birnstiel Erzählungen mit historischem Hintergrund. In Wattwil ist die Birnstielstrasse nach ihm benannt.

## Werke (Auswahl)
- Zwingli als Charakter, Schweizerischer Verein für freies Christentum, Zürich 1907.
- Aus dem Heimatdorfe: Jugenderinnerungen, Helbing und Lichtenhahn, Basel 1916.
- Am Wege: von Kleinigkeiten, die Grosses sagen, Beer, Zürich 1920.
- Aus meinen Kantonsschul- und Studentenjahren, Schneider, Leipzig, St. Gallen 1920.
- Sonnwende über dem Iltishag: eine Geschichte aus dem Oberen Toggenburg, Stutz, Wädenswil 1920.
- Aus sieben guten Jahren: Appenzeller-Erinnerungen, Helbing und Lichtenhahn, Basel 1920.
- Rudi Bürkis Auszug und Heimkehr: aus den Tagen des schweizerischen Bauernkrieges, Helbing und Lichtenhahn, Basel 1922.
- Sonne und Wolken überm Jugendland: (Selbsterlebtes und Nacherzähltes) , Helbing und Lichtenhahn, Basel 1923.
- Jakob Rümmelis schwere Wahl: Erzählung aus dem Weltkrieg, Verein für Verbreitung guter Schriften, Bern 1925.
- Glückauf, der Heimat zu!: ein Bilderbuch fürs Kirchenjahr, Helbing und Lichtenhahn, Basel 1926.
- Unterm grünen Baum: Plaudereien und Erinnerungen eines alten Pfarrers, Helbing und Lichtenhahn, Basel 1927.
- Letzte Ernte: grossväterliche Plaudereien, Helbing und Lichtenhahn, Basel 1929.

## Weblink
- Website Gemeinde Wattwil, Geschichte

| Personendaten    | Personendaten                                                 |
| ---------------- | ------------------------------------------------------------- |
| NAME             | Birnstiel, Johann Georg                                       |
| KURZBESCHREIBUNG | Schweizer evangelisch-reformierter Pfarrer und Schriftsteller |
| GEBURTSDATUM     | 28. März 1858                                                 |
| GEBURTSORT       | Wattwil                                                       |
| STERBEDATUM      | 31. Oktober 1927                                              |
| STERBEORT        | Romanshorn                                                    |